# Konversation
Konversation (от англ. conversation — разговор, беседа) — IRC-клиент для платформы KDE, является свободным программным обеспечением и распространяется на условиях GNU General Public License. В настоящее время Konversation поддерживается в качестве части модуля KDE Extragear, и поэтому имеет свой собственный цикл выпуска, независимый от KDE. Konversation является IRC-клиентом по умолчанию во многих известных дистрибутивах Linux, таких как openSUSE и KDE-версия Fedora.

## Возможности
Konversation поддерживает подключения c использованием протокола IPv6, предоставляет поддержку сервера SSL, поддерживает шифрование с помощью Blowfish. Он также поддерживает управление идентификацией с подключением к нескольким серверам (с использованием различных идентификаторов для разных серверов) и может отображать несколько серверов и каналов в одном окне. Konversation автоматически определяет использование UTF-8 и может поддерживать разные кодировки для разных каналов. Он также отображает экранные уведомления о приходящих сообщениях и может сохранять закладки для каналов и серверов. Konversation поддерживает цветовую и текстовую настройку списка контактов, а также настройку с использованием тем. Кроме того, Konversation поддерживает программное управление с использованием shell-скриптов и включает поддержку псевдонимов и систем действий для автоматических событий. Он также идентифицирует различных пользователей в окне разговора путём выбора случайного цвета для каждого пользователя.